# Marilândia do Sul
Marilândia do Sul – miasto i gmina w Brazylii, w stanie Parana. Znajduje się w mezoregionie Norte Central Paranaense i mikroregionie Apucarana.